# Spormaggiore
Spormaggiore är en ort och kommun i provinsen Trento i regionen Trentino-Sydtyrolen i Italien. Kommunen hade 1 272 invånare (2018).